# Sheila Jasanoff
Sheila Sen Jasanoff (Calcutá, 15 de fevereiro de 1944) é uma acadêmica indo-americana e contribuidora significativa no campo dos estudos de ciência e tecnologia. Em 2021, ela foi eleita para a Sociedade Filosófica Americana. Sua pesquisa foi reconhecida com muitos prêmios, incluindo o Prêmio Holberg 2022 "por sua pesquisa inovadora em estudos de ciência e tecnologia".

## Primeiros anos e educação
Jasanoff nasceu em Calcutá e morou em Ballygunge com sua família. Ela se mudou para Bombaim em 1954 com a família, onde morou por dois anos antes de se mudar para os Estados Unidos.
Jasanoff frequentou o Radcliffe College da Universidade de Harvard, onde estudou matemática na graduação, recebendo seu diploma de bacharel em 1964. Ela então estudou linguística, recebendo seu mestrado na Universidade de Bonn (então parte da Alemanha Ocidental). Ela voltou para Harvard para concluir o doutorado. em linguística em 1973, sobre a gramática da língua bengali, elucidando por que o bangla não compartilhava certas características com seus parentes mais próximos na família de línguas indo-arianas orientais, o assamês e o oriá.
Ela concluiu seu JD na Harvard Law School em 1976. Também praticou direito ambiental em Boston de 1976 a 1978. Ela e o marido aceitaram então cargos na Universidade Cornell, onde ela mudou seu foco para Estudos de Ciência e Tecnologia. Em 1998, Jasanoff ingressou na Escola de Governo John F. Kennedy da Universidade de Harvard como professor de políticas públicas. Em 2002, tornou-se Professora Pforzheimer de Estudos de Ciência e Tecnologia.

## Atividades acadêmicas
Jasanoff fundou e dirige o Programa de Ciência, Tecnologia e Sociedade da Escola de Governo John F. Kennedy da Universidade de Harvard. A sua investigação é focada na ciência e no Estado nas sociedades democráticas contemporâneas. O seu trabalho é relevante para estudos de ciência e tecnologia, política comparada, direito e sociedade, antropologia política e jurídica, sociologia e análise de políticas. A investigação de Jasanoff tem uma amplitude empírica considerável, abrangendo os Estados Unidos, o Reino Unido, a Alemanha, a União Europeia e a Índia, bem como regimes globais emergentes em áreas como o clima e a biotecnologia.
Uma linha do trabalho de Jasanoff demonstra como a cultura política de diferentes sociedades democráticas influencia a forma como avaliam as evidências e os conhecimentos especializados na elaboração de políticas. Seu primeiro livro (com Brickman e Ilgen), Controlling Chemicals (1985), examina a regulamentação de substâncias tóxicas nos Estados Unidos, Alemanha e Reino Unido. O livro mostrou como as rotinas de tomada de decisões nestes países refletiam diferentes concepções sobre o que conta como evidência e sobre como os conhecimentos especializados deveriam funcionar num contexto político. Em Designs on Nature: Science and Democracy in Europe and the United States (2005), ela mostrou como diferentes sociedades empregam diferentes modos de raciocínio público ao tomar decisões envolvendo ciência e tecnologia. Estas diferenças, que em parte reflectem "epistemologias cívicas" distintas, estão profundamente enraizadas nas instituições e moldam a forma como as questões políticas são enquadradas e processadas pela maquinaria burocrática dos Estados modernos.
Jasanoff também contribuiu com estudos sobre a interação entre ciência e direito. Science at the Bar (1995), por exemplo, foi além dos diagnósticos predominantes de incompatibilidades estruturais entre ciência e direito para explorar como essas instituições socialmente inseridas interagem e, até certo ponto, se constituem mutuamente. O conceito de ciência regulatória, conduzido com o propósito de atender aos padrões legalmente exigidos, e as atividades de definição de "limites" dos comitês consultivos científicos são analisados em The Fifth Branch (1990). Mais recentemente, ela explorou a "ascensão da vítima estatística" em atos ilícitos tóxicos, à medida que a lei, com a sua orientação individualista, tem encontrado cada vez mais, e procurado formas de acomodar, a visão estatística de campos como a epidemiologia. Em seu trabalho sobre ciência e direito, bem como em sua pesquisa sobre ciência no estado, ela adota uma abordagem que conecta ideias do direito constitucional, da teoria política e dos estudos científicos para considerar o papel "constitucional" da ciência nos estados democráticos modernos.
Jasanoff considerou a politização da ciência não apenas num contexto comparativo, mas também global. Os exemplos incluem o seu trabalho sobre os aspectos transnacionais do desastre de Bopal (Learning from Disaster, 1994); sua pesquisa sobre a formação e política de órgãos consultivos científicos globais, como o Painel Intergovernamental sobre Mudanças Climáticas; e sua pesquisa sobre movimentos ambientais nacionais e globais (por exemplo, Earthy Politics, 2004).
Jasanoff também contribuiu para popularizar e refinar os Estudos de Ciência e Tecnologia como campo. Antes de se mudar para Harvard, ela foi presidente fundadora do Departamento de Estudos de Ciência e Tecnologia da Universidade Cornell. Ela também é a fundadora da Rede Ciência e Democracia, um grupo de acadêmicos interessados no estudo da ciência e do estado nas sociedades democráticas que se reúne anualmente desde 2002. Sua pesquisa foi reconhecida com muitos prêmios, incluindo o Prêmio Bernal de 2004 da Sociedade de Estudos Sociais da Ciência, uma bolsa Guggenheim e o Prêmio Albert O. Hirschman de 2018 do Conselho de Pesquisa em Ciências Sociais.
Em março de 2022, ela recebeu o Prêmio Holberg 2022 "por sua pesquisa inovadora em estudos de ciência e tecnologia".

## Vida pessoal
Ela é casada com Jay H. Jasanoff, e tem dois filhos, Maya Jasanoff, que é professora do Departamento de História de Harvard, e Alan Jasanoff, que é professor do Departamento de Engenharia Biológica do Instituto de Tecnologia de Massachusetts.
Em fevereiro de 2022, Jasanoff foi um dos 38 professores de Harvard a assinar uma carta ao Harvard Crimson defendendo o professor John Comaroff, que violou as políticas de conduta sexual e profissional da universidade. A carta defendia Comaroff como "um excelente colega, conselheiro e cidadão universitário comprometido" e expressava consternação por ter sido sancionado pela universidade. Depois que os estudantes entraram com uma ação judicial com alegações detalhadas das ações de Comaroff e da falta de resposta da universidade, Jasanoff foi um dos vários signatários a dizer que desejava retirar sua assinatura.

## Obras publicadas
- States of Knowledge: The Co-Production of Science and the Social Order (em inglês). Oxford, UK: Taylor & Francis. 2004. ISBN 978-0-415-40329-0
- Can Science Make Sense of Life? (em inglês). Cambridge, UK: Polity Press. 2019. ISBN 978-1-509-52271-2
- The Fifth Branch: Science Advisers as Policymakers (em inglês). Cambridge, USA: Harvard University Press. 1998. ISBN 978-0-674-30062-0